# Golmud
Golmud je město a městský okres v autonomním kraji Chaj-si v čínské provincii Čching-chaj. Jedná se o druhé největší město této provincie vůbec a po Si-ningu a Lhase je třetím největším městem na Tibetské náhorní plošině. Leží v severovýchodní části plošiny v Cchajdamské pánvi. Z Golmudu je výstupní stanice tzv. Čhingchajsko-tibetská železnice směřující až do Lhasy.